# Suze Randall
Suze Randall (nascuda el 1946) és una fotògrafa britànica a més d'una realitzadora i productora de pel·lícules pornogràfiques i eròtiques. També va treballar com a model. Suze és considerada com una de les grans figures de la fotografia eròtica dels darrers 25 anys. Forma part del saló de la fama de l'AVN.

## Biografia
Va començar treballant com a infermera en el St George's Hospital de Londres fins que al principi de la dècada dels anys 70 va iniciar una carrera com a model. També va debutar al cinema, participant com a actriu en L'Amour Après-Midi de Éric Rohmer.
Després de treballar per a revistes tan conegudes com Penthouse o Playboy va passar a ser una fotògrafa independent alternant aquesta feina amb la de model.
El seu salt a la fama va tenir lloc el 1975 quan va descobrir a la pin-up Lillian Müller.
Les seves fotografies publicades en la revista Playboy la van convertir en la playmate del mes d'agost i en la playmate de l'any el 1976. Fins a 1977 va seguir treballant per a la revista per després recalar en Hustler on va romandre fins a 1979. Pel seu objectiu han passat infinitat d'actrius i models com Ària Giovanni, Stormy Daniels, Sunny Leone, Sylvia Saint, Julie Strain, Tera Patrick, Briana Banks, Rebecca Lord o Sunset Thomas.
També ha treballat en el món de la música elaborant portades de discos, com per a Peter Hook o per a Robert Palmer. Al mateix temps, ha produït i dirigit pel·lícules, tant eròtiques com pornogràfiques a través del seu propi estudi.
Està casada amb Humphry Knipe i té una filla anomenada Holly Randall, nascuda el 5 de setembre de 1978, que també es dedica a la fotografia eròtica.